# Provence-i Károly
Provence-i Károly (?, 845 – Lyon, 863. január 25.) Provence (Alsó-Burgundia) királya (855–863) volt a Karolingok dinasztiájából, I. Lothár római császár és Tours-i Ermengarde legkisebb fia.

## Élete
Édesapja halála után Provence-t örökölte, amelynek első királya volt. Utód nélkül halt meg, így örökségét bátyja, II. Lajos szerezte meg.